# Bureau van de Hoge Commissaris van de Verenigde Naties voor de Vluchtelingen
Het Bureau van de Hoge Commissaris van de Verenigde Naties voor de Vluchtelingen (Engels: United Nations High Commissioner for Refugees, afgekort UNHCR) is de vluchtelingenorganisatie van de Verenigde Naties waar de Hoge Commissaris van de Verenigde Naties voor de Vluchtelingen de hoogste functionaris is. Het is een gespecialiseerd VN-agentschap dat vluchtelingen, gedwongen ontheemde gemeenschappen en staatlozen helpt en beschermt, ondersteunt bij hun vrijwillige repatriëring, lokale integratie of hervestiging naar een derde land. Het hoofdkwartier van deze organisatie bevindt zich in Genève, Zwitserland. In het Engels worden zowel de organisatie als de persoon met dezelfde titel omschreven.

## Achtergrond
UNHCR werd in 1950 opgericht om de vluchtelingencrisis als gevolg van de Tweede Wereldoorlog aan te pakken. Het Vluchtelingenverdrag van 1951 legde de reikwijdte en het juridische kader vast van het werk van het agentschap, dat zich aanvankelijk richtte op Europeanen die door de oorlog waren ontworteld. Vanaf de late jaren 1950 verbreedde ontheemding veroorzaakt door andere conflicten, van de Hongaarse opstand in 1956 tot de dekolonisatie van Afrika en Azië, de reikwijdte van de operaties van UNHCR. In overeenstemming met het Protocol van New York in 1967 van het Vluchtelingenverdrag, dat de geografische en tijdelijke reikwijdte van vluchtelingenhulp uitbreidde, opereert UNHCR over de hele wereld. Het grootste deel van de activiteiten vindt plaats in ontwikkelingslanden.
In december 2020 had UNHCR meer dan 26,4 miljoen vluchtelingen, bijna de helft jonger dan 18 jaar, onder zijn mandaat. Bijgevolg is het jaarlijkse budget gegroeid van US $ 300.000 in 1951 tot US $ 9,15 miljard in 2021, waardoor het een van de grootste VN-agentschappen is qua uitgaven. Het overgrote deel van de begroting van UNHCR is afkomstig van vrijwillige bijdragen, meestal van de lidstaten. De belangrijkste donoren zijn de Verenigde Staten, de Europese Unie en Duitsland. Het werk van het agentschap omvat bieden van bescherming, onderdak, gezondheidszorg en noodhulp, helpen bij hervestiging en repatriëring en pleiten voor nationaal en multilateraal beleid ten behoeve van vluchtelingen.  In 2003 heeft de Algemene Vergadering het mandaat van de organisatie verlengd "totdat het vluchtelingenprobleem is opgelost".

## Geschiedenis

### De Volkenbond
In de jaren twintig en dertig werd de Volkenbond het eerste mondiale orgaan voor samenwerking tussen staten. Deze voorloper van de Verenigde Naties lanceerde een aantal ongekende initiatieven, gericht op vluchtelingen in Europa helpen.
1921: Bureau van de Hoge Commissaris voor Russische vluchtelingen.
Dit Bureau werd opgericht in de nasleep van de Eerste Wereld Oorlog. Aanvankelijk was de taak van de Hoge Commissaris, Dr. Fridtjof Nansen, was om mensen te ondersteunen die vluchtelingen waren geworden in de nasleep van de Russische revolutie. Hij concentreerde zijn inspanningen op het verduidelijken van hun juridische status in gastlanden door hen te verstrekken met identiteits- en reisdocumenten. Daarnaast probeerde hij zich te verzekeren van arbeidskansen en repatriëringsregelingen te bedenken voor hen. Later kreeg Nansen de verantwoordelijkheid voor de levering van hulp aan ontheemden na de ineenstorting van het Ottomaanse rijk en voor het regelen van hun permanente vestiging in landen anders dan degenen die aanvankelijk asiel verleenden. Na de dood van Nansen in 1930 zette het International Nansen Office for Refugees zijn het werk. Dit bureau werd in 1938 vervangen door de benoeming van een Hoge Commissaris voor Vluchtelingen.
1933: Hoge Commissaris voor Vluchtelingen uit Duitsland.
Toen vluchtelingen Hitlers Duitsland begonnen te ontvluchten, benoemde de Volkenbond James McDonald tot Hoge Commissaris voor Vluchtelingen afkomstig uit Duitsland. Met immigratiebeperkingen van kracht over de hele wereld werkte McDonald om permanente woningen te vinden voor deze vluchtelingen. In twee jaar hervestigde hij meer dan 80.000 vluchtelingen, voornamelijk naar Palestina. Maar in 1935 trad McDonald af uit protest tegen de weigering van de Volkenbond om krachtiger op te treden namens de joden in Duitsland, waar de nieuw aangenomen wetten van Neurenberg hen het staatsburgerschap en andere grondrechten ontnomen. De functie van Hoge Commissaris voor de Vluchtelingen afkomstig uit Duitsland werd in 1938 vervangen door dat van de nieuw opgerichte High Commissaris voor Vluchtelingen.
1938: Hoge Commissaris voor Vluchtelingen en Intergouvernementele Comité voor vluchtelingen.
Zoals hierboven beschreven, was het kantoor van de Hoge Commissaris een samensmelting van het International Nansen Office en de High Commissaris voor vluchtelingen uit Duitsland. Zijn rol was: zeer beperkt en eindigde in 1946. In hetzelfde jaar werd een Intergouvernementeel Comité werd bijeengeroepen. aanvankelijk bezorgd met gedwongen emigratie uit Duitsland en Oostenrijk was het werk uitgebreid tot alle vluchtelingengroepen in Europa tijdens de Tweede Wereldoorlog. De commissie werd uiteindelijk in 1947 vervangen door de Internationale vluchtelingenorganisatie (IRO).

### Verenigde Naties

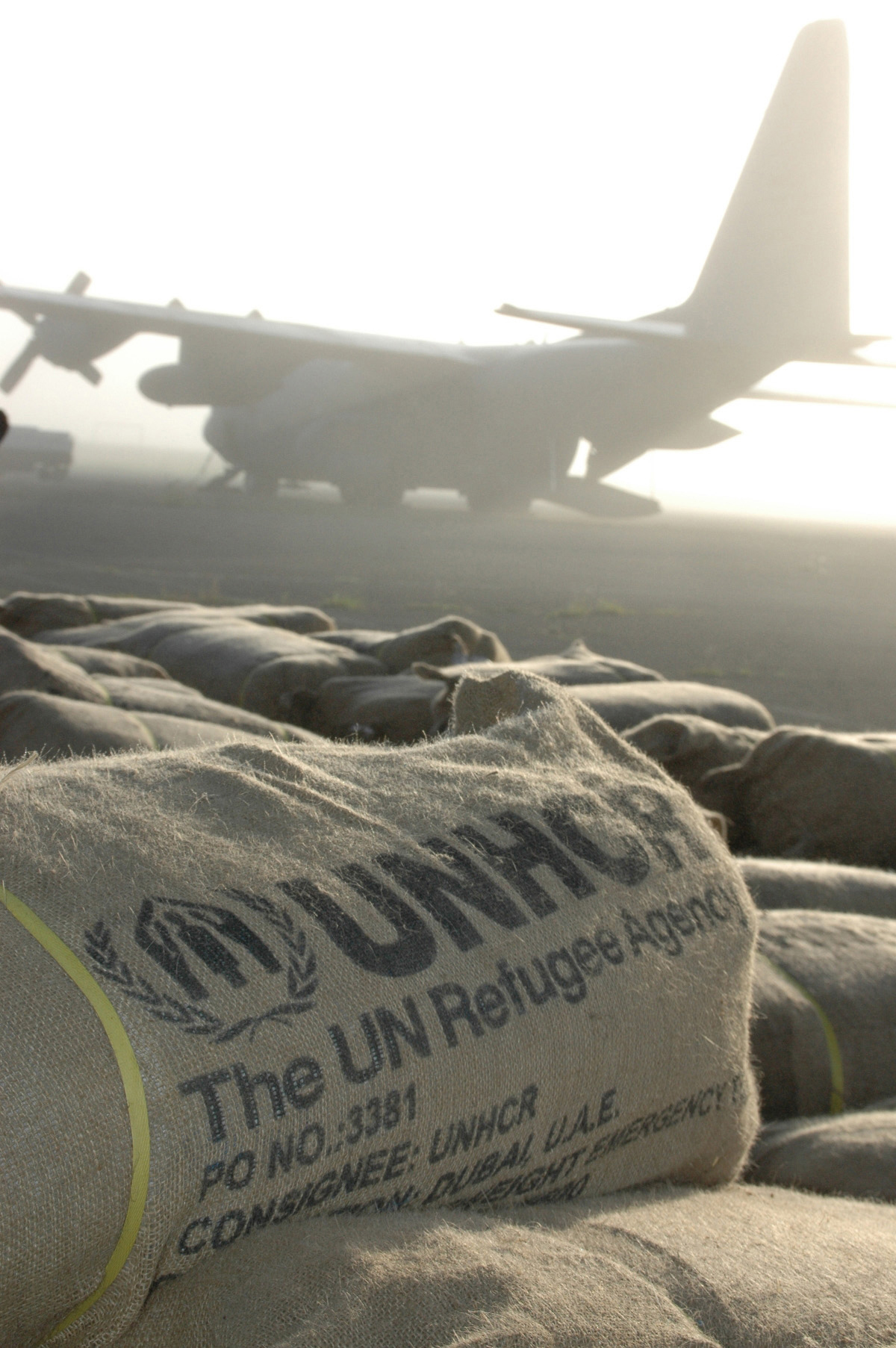
UNHCR-pakketten met tenten, zeilen en muskietennetten liggen op 11 december 2006 in een veld in Dadaab, Kenia, na rampzalige overstromingen

Na de ondergang van de Volkenbond en de oprichting van de Verenigde Naties was de internationale gemeenschap zich scherp bewust van de vluchtelingencrisis na het einde van de Tweede Wereldoorlog.  Allereerst werd de United Nations Relief and Rehabilitation Administration in 1944 opgericht om de miljoenen mensen in heel Europa te helpen die als gevolg van de Tweede Wereldoorlog ontheemd waren geraakt te helpen. In 1947 werd deze opgevolgd door de Internationale Vluchtelingenorganisatie (IRO) van de Verenigde Naties. De IRO was het eerste internationale agentschap dat zich volledig bezighield met alle aspecten van het leven van vluchtelingen.
In de late jaren 1940 raakte de IRO uit de gratie, maar de VN waren het erover eens dat er een orgaan nodig was om toezicht te houden op wereldwijde vluchtelingenkwesties. Ondanks vele verhitte debatten in de Algemene Vergadering werd het Hoog Commissariaat voor vluchtelingen van de Verenigde Naties opgericht als een hulporgaan van de Algemene Vergadering bij Resolutie 319 (IV) van de Algemene Vergadering van de Verenigde Naties van december 1949. Het was echter de bedoeling dat de organisatie slechts 3 jaar zou functioneren, vanaf januari 1951, vanwege de onenigheid van veel VN-lidstaten over de implicaties van een permanent orgaan.
Het mandaat van UNHCR was oorspronkelijk vastgelegd in zijn statuut, gehecht aan resolutie 428 (V) van de Algemene Vergadering van de Verenigde Naties van 1950. Dit mandaat is vervolgens uitgebreid door talrijke resoluties van de Algemene Vergadering en haar Economische en Sociale Raad (ECOSOC). Volgens UNHCR is het zijn mandaat om op niet-politieke en humanitaire basis internationale bescherming te bieden aan vluchtelingen en permanente oplossingen voor hen te zoeken. Al snel na de ondertekening van het Verdrag betreffende de status van vluchtelingen in 1951 werd duidelijk dat vluchtelingen niet alleen beperkt waren tot Europa. In 1956 was UNHCR betrokken bij de coördinatie van de reactie op de opstand in Hongarije. Slechts een jaar later kreeg UNHCR de taak om Chinese vluchtelingen in Hongkong aan te pakken, terwijl het ook reageerde op Algerijnse vluchtelingen die naar Marokko en Tunesië waren gevlucht in de nasleep van de Algerijnse onafhankelijkheidsoorlog. De reacties markeerden het begin van een breder, wereldwijd mandaat op het gebied van vluchtelingenbescherming en humanitaire hulp.
Dekolonisatie in de jaren 1960 leidde tot grote vluchtelingenbewegingen in Afrika, waardoor een enorme uitdaging ontstond die UNHCR zou transformeren; in tegenstelling tot de vluchtelingencrises in Europa waren er in Afrika geen duurzame oplossingen en veel vluchtelingen die één land ontvluchtten, vonden alleen instabiliteit in hun nieuwe land van toevlucht. Tegen het einde van het decennium was twee derde van het budget van UNHCR gericht op operaties in Afrika en in slechts één decennium was de focus van de organisatie verschoven van een bijna exclusieve focus op Europa.
In 1967 werd het Protocol betreffende de status van vluchtelingen geratificeerd om de geografische en temporele beperkingen van UNHCR op grond van het Verdrag betreffende de status van vluchtelingen van 1951 op te heffen. Aangezien het verdrag beperkt was tot de vluchtelingencrisis in de nasleep van de Tweede Wereldoorlog in Europa, werd het protocol opgesteld om de "nieuwe vluchtelingensituaties aan te pakken die zijn ontstaan sinds de goedkeuring van het verdrag en de betrokken vluchtelingen die daarom mogelijk niet binnen het toepassingsgebied van het verdrag vallen". In de jaren 1970 bleven UNHCR-vluchtelingenoperaties zich over de hele wereld verspreiden, met de massale uittocht van Oost-Pakistanen naar India kort voor de geboorte van Bangladesh. De ellende in Azië werd nog verergerd door de Vietnamoorlog, met miljoenen mensen die Laos, Cambodja en Vietnam ontvluchtten.
De jaren 1980 zagen nieuwe uitdagingen voor UNHCR, waarbij veel lidstaten niet bereid waren om vluchtelingen te hervestigen vanwege de sterke stijging van het aantal vluchtelingen in de jaren 1970. Vaak waren deze vluchtelingen niet op de vlucht voor oorlogen tussen staten, maar voor interetnische conflicten in nieuwe onafhankelijke staten. Het aanvallen van burgers als militaire strategie droeg bij aan de ontheemding in veel landen, dus zelfs 'kleine' conflicten konden leiden tot een groot aantal ontheemden. Of het nu in Azië, Midden-Amerika of Afrika is, deze conflicten, aangewakkerd door rivaliteit tussen supermachten en verergerd door sociaal-economische problemen in de betrokken landen, duurzame oplossingen bleven een enorme uitdaging voor de UNHCR. Als gevolg hiervan raakte de UNHCR meer betrokken bij hulpprogramma's in vluchtelingenkampen, vaak in vijandige omgevingen. Het einde van de Koude Oorlog markeerde een aanhoudend interetnisch conflict en droeg sterk bij aan de vlucht van vluchtelingen. Bovendien werd humanitaire interventie door multinationale troepen frequenter en begonnen de media een grote rol te spelen, vooral in de aanloop naar de NAVO-missie van 1999 in FR Joegoslavië, terwijl de Rwandese genocide van 1994 daarentegen weinig aandacht kreeg. De genocide in Rwanda veroorzaakte een enorme vluchtelingencrisis, wat opnieuw de moeilijkheden voor UNHCR benadrukte om zijn mandaat te handhaven, en de UNHCR bleef strijden tegen het restrictieve vluchtelingenbeleid in zogenaamde 'rijke' landen.

## Functioneren

Staten die de Vluchtelingenverdrag (1951) en/of het Protocol (1967) hebben getekend.
Partijen bij alleen het Verdrag van 1951
Partijen bij alleen het Protocol van 1967
Partijen bij beide
Partijen die niet hebben getekend

UNHCR werd opgericht op 14 december 1950 en volgde de eerdere United Nations Relief and Rehabilitation Administration (UNRA) op. Het agentschap heeft het mandaat om internationale actie te leiden en te coördineren om vluchtelingen (anders dan Palestijnse vluchtelingen, die worden bijgestaan door de UNRWA) te beschermen en vluchtelingenproblemen wereldwijd op te lossen. Het primaire doel is om de rechten en het welzijn van vluchtelingen te waarborgen. Het streeft ernaar dat iedereen het recht kan uitoefenen om asiel aan te vragen en een veilig heenkomen te zoeken in een andere staat, met de mogelijkheid om vrijwillig naar huis terug te keren, lokaal te integreren of zich in een derde land te hervestigen.
Het mandaat van UNHCR is geleidelijk uitgebreid met het beschermen en verlenen van humanitaire hulp aan alle personen die "van zorg" zijn, inclusief intern ontheemden (binnenlandse vluchtelingen, Engels Internally Displaced Person, afgekort IDP's ) die zouden voldoen aan de wettelijke definitie van een vluchteling onder het Verdrag betreffende de status van vluchtelingen (1951), het Protocol van New York (1967), het Afrikaans vluchtelingenverdrag van de Organisatie van Afrikaanse Eenheid (OAE) (1969), de Verklaring van Cartagena (1984) of een ander verdrag als ze op de vlucht zijn, maar momenteel wel in het land van herkomst verblijven. UNHCR heeft momenteel grote missies in Libanon, Zuid-Soedan, Tsjaad/Darfur, de Democratische Republiek Congo, Irak, Afghanistan en Kenia om IDP's en vluchtelingen in kampen en in stedelijke omgevingen te helpen en diensten te verlenen.
UNHCR onderhoudt een database met vluchtelingeninformatie, ProGres, die werd gecreëerd tijdens de Kosovo-oorlog in de jaren 1990. De database bevat vandaag gegevens over meer dan 11 miljoen vluchtelingen of ongeveer 11% van alle ontheemden wereldwijd. De database bevat biometrische gegevens, waaronder vingerafdrukken en irisscans en wordt gebruikt om de hulpverdeling voor ontvangers te bepalen. De resultaten van het gebruik van biometrische verificatie zijn succesvol. Toen het in 2013 in Keniaanse vluchtelingenkampen Kakuma en Dadaab werd geïntroduceerd, was het Wereldvoedselprogramma van de VN in staat om $ 1,4 miljoen aan verspilling en fraude te elimineren.
Om zijn mandaat te vervullen, onderneemt de UNHCR activiteiten zowel in de landen van belang als in landen met donoren. Dit omvat het organiseren van "rondetafelgesprekken met deskundigen" om kwesties te bespreken die van belang zijn voor de internationale vluchtelingengemeenschap.

### Publieke bewustwording en toekomst van vluchtelingen
Verschillende nieuwe programma's zijn onlangs geïntroduceerd om het bewustzijn van de problemen waarmee vluchtelingen over de hele wereld worden geconfronteerd, te ondersteunen en te vergroten. Deze twee nieuwe programma's zijn een product van de benchmarks die zijn vastgesteld door de millenniumdoelstellingen voor ontwikkeling van de Verenigde Naties.
De UNHCR werkt in verschillende regio's van de wereld om het bewustzijn over de vluchtelingencrisis en de behoeften van deze vluchtelingen te vergroten.
Sinds 2009 erkende de UNHCR een grote aanwezigheid van migratie en vluchtelingen in het Caribisch gebied, waar de vluchtelingencrisis grotendeels niet werd gemeld. De kwestie komt voort uit vluchtelingen die, in plaats van een aanvraag in te dienen bij de VN, ten onrechte asiel zoeken in de Verenigde Staten, uiteindelijk hun bestemming niet bereiken en in het Caribisch gebied blijven. In sommige van deze landen ontbrak het echter aan migrantenwetten, waaronder de mogelijkheid om als zodanig te worden erkend. Als reactie hierop organiseerde de UNHCR in 2009 gesprekken met deze landen in Costa Rica, om het gebrek aan bescherming voor vluchtelingen en hun vervolging als onbevoegde migranten aan te pakken. Een vluchteling-zoeker vraagt via de VN plaatsing aan en een asielzoeker vraagt aan binnen het land waar asiel wordt aangevraagd. Dit is de reden waarom sommige landen vluchtelingen als illegaal bestempelen wanneer ze niet via de VN een aanvraag hebben ingediend voor plaatsing en het land illegaal zijn binnengekomen.
In 2007 lanceerden UNHCR-kantoren in Canada een agressieve mediacampagne om licht te werpen op de benarde situatie van vluchtelingen. Deze campagne was bedoeld om de vluchtelingencrisis te vermenselijken door vluchtelingen te laten zien die te midden van verontrustende omstandigheden leven. Met behulp van emotionele oproepen om het publieke bewustzijn te vergroten, hoopte de campagne de interesse te vergroten van met name "30 tot 45-jarige professionals die over het algemeen goed opgeleid zijn, goed belezen, maar geen directe ervaring of kennis van vluchtelingenkwesties hebben gehad", volgens fondsenwervende functionaris Jonathan Wade.
In Ierland werkt de UNHCR aan het informeren van het publiek via verschillende kanalen. De UNHCR in Ierland streeft actief naar mediarelaties. Het organiseert ook openbare evenementen met als doel mensen te informeren over de huidige vluchtelingencrises. Een daarvan is de jaarlijkse UNHCR / SARI Fair play Football Cup.
De UNHCR was prominent aanwezig in het helpen van Syrische vluchtelingen in Libanon. Toen de Libanese regering de toestroom van vluchtelingen niet kon weerstaan, greep de UNHCR in en verlichtte de ontheemding voor de vluchtelingen, voornamelijk door voedsel en gezondheidszorg aan te bieden. Ze hielpen ook bij het registreren van de vluchtelingen, zodat ze in de ogen van de Libanese regering niet als illegaal zouden worden beschouwd. Veel Syrische vluchtelingen zijn ook in Jordanië.

### Samenwerking binnen de Verenigde Naties
Aangezien UNHCR een programma is dat wordt bestuurd door de Algemene Vergadering van de VN en de Economische en Sociale Raad van de VN, werkt het samen met vele andere programma's en agentschappen onder de Verenigde Naties om de rechten van vluchtelingen effectief te beschermen.
Op 19 september 2016 organiseerde de Algemene Vergadering van de VN de VN-top voor vluchtelingen en migranten, een top op hoog niveau om grote bewegingen van vluchtelingen en migranten aan te pakken, met als doel landen samen te brengen achter een meer humane en gecoördineerde aanpak.
Leiders van de Hoge Commissaris voor de mensenrechtenvan de VN, de VN-entiteit voor gendergelijkheid en de empowerment van vrouwen (UNWOMEN), het VN-Bureau voor drugs en criminaliteit en de Wereldbank waren aanwezig. De top ging over de onderliggende oorzaken en de drang naar migratie en de noodzaak van wereldwijde samenwerking. Als gevolg van deze top onthulden de Verenigde Naties een ontwerp van principes die de internationale gemeenschap aansporen om voort te bouwen op het momentum dat is ontstaan door de goedkeuring van de Verklaring van New York voor vluchtelingen en migranten (2016). In het bijzonder zijn de 20 ontwerpbeginselen gericht op de mensenrechten; non-discriminatie; redding en bijstand; toegang tot de rechter; grensbeheer; retouren; geweld; detentie; eenheid van het gezin; kindmigranten; vrouwelijke migranten; recht op gezondheid; voldoende levensstandaard; waardig werk; recht op onderwijs; recht op informatie; monitoring en verantwoording; mensenrechtenverdedigers van migranten; gegevens; en internationale samenwerking.
Op 28 september 2016 werkte de UNHCR samen met de Voedsel- en Landbouworganisatie van de VN (FAO) in Teheran voor de Solutions Strategy for Afghan Refugees (SSAR). De FAO benadrukte de bijdragen van de FAO aan de SSAR-doelstellingen op het gebied van activiteiten in verband met levensonderhoud, waaronder initiatieven op het gebied van veeteelt en visserij, evenals voedingsprojecten op Iraanse scholen.
FAO en UNHCR zetten zich in om de toegang van vluchtelingen tot bestaansmogelijkheden te vergroten en de afhankelijkheid van humanitaire hulp te verminderen. Onlangs werd een gezamenlijke strategie voor levensonderhoud voor Zuid-Soedan gelanceerd om dit probleem aan te pakken met een duidelijk gedefinieerd actieplan. De strategie richt zich zowel op vluchtelingen (70%) als op lokale gemeenschappen (30%) in gebieden waar vluchtelingen worden opgevangen in het hele land.

### Palestijns vluchtelingenmandaat
Palestijnse vluchtelingen die wonen in de regio's die vallen onder de organisatie van de Verenigde Naties voor hulpverlening aan Palestijnse vluchtelingen in het Nabije Oosten (Engels: United Nations Relief and Works Agency for Palestine Refugees in the Near East, afgekort UNRWA) staan niet onder de hoede van UNHCR.

### Personeelsbezetting
Het personeel vormt de ruggengraat van UNHCR. Op 31 december 2020 waren 17.878 mensen in dienst, van wie ongeveer 91 procent in het veld is gevestigd.
Er wordt gewerkt in 132 landen en gebieden, met personeel in een mix van regionale kantoren, bijkantoren en sub- en veldkantoren. De teams werken hard om de ontheemden te helpen, gespecialiseerd in een breed scala aan disciplines, waaronder rechtsbescherming, administratie, gemeenschapsdiensten, openbare zaken en gezondheid.

## Personen van zorg voor UNHCR

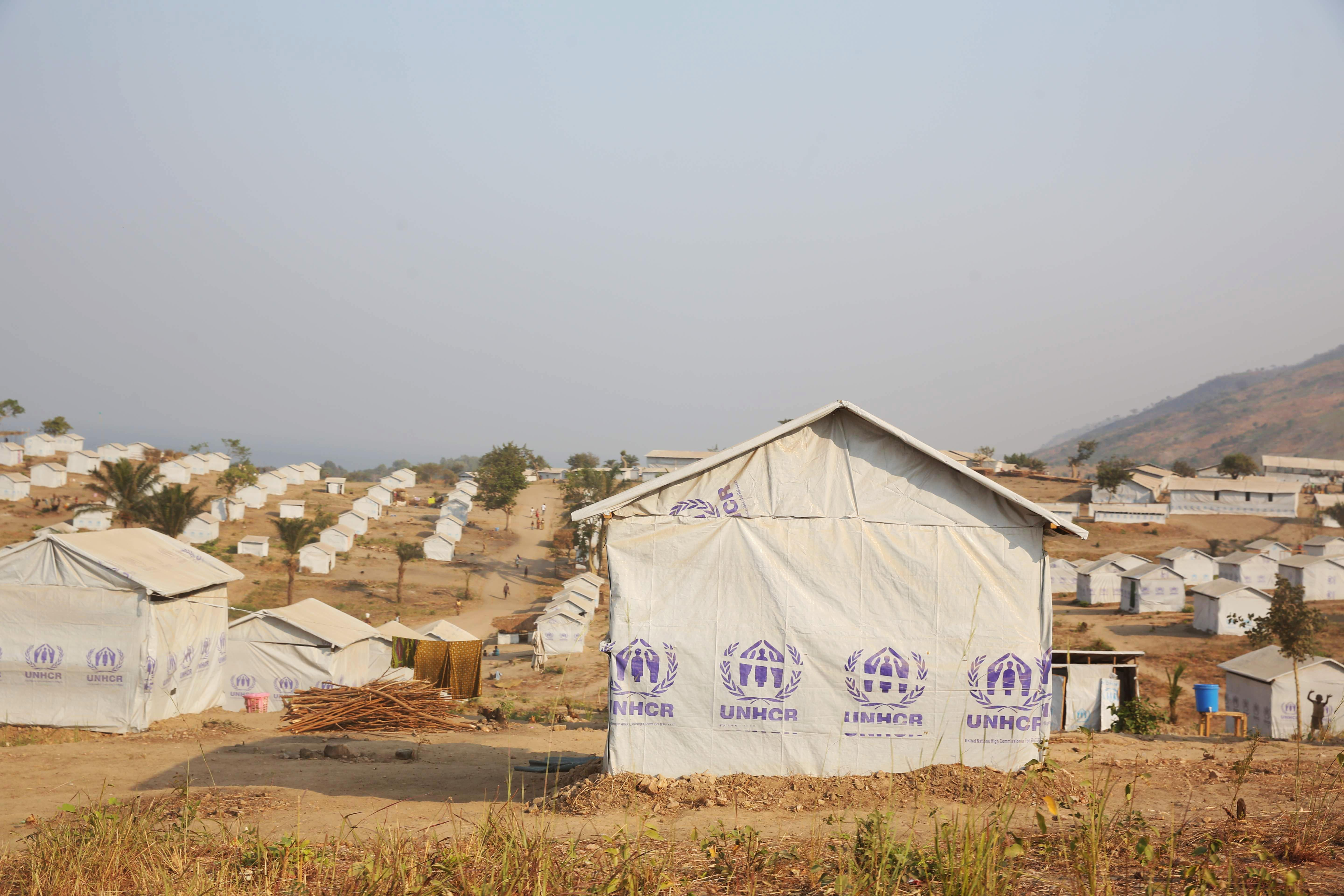
Een vluchtelingenkamp in DR Congo

Groeiende ontheemding ondanks pandemie
Hoewel de volledige impact van de COVID-19-pandemie op bredere grensoverschrijdende migratie en ontheemding wereldwijd nog niet duidelijk is, blijkt uit gegevens van de UNHCR dat het aantal nieuwe vluchtelingen en asielzoekers in de meeste regio’s sterk is afgenomen – ongeveer 1,5 miljoen minder mensen dan zou zijn verwacht in niet-COVID-omstandigheden, en weerspiegelt hoeveel van degenen die internationale bescherming zochten in 2020 strandden.
Ondanks aan COVID-19 gerelateerde bewegingsbeperkingen en pleidooien van de internationale gemeenschap voor een staakt-het-vuren dat de COVID-19-reactie zou vergemakkelijken, bleef verplaatsing plaatsvinden – en groeien. Als gevolg hiervan is nu meer dan één procent van de wereldbevolking - of 1 op de 95 mensen - gedwongen ontheemd. Dit in vergelijking met 1 op 159 in 2010.
Eind 2020 verblijven als gevolg van vervolging, conflict, geweld, mensenrechtenschendingen en gebeurtenissen die de openbare orde ernstig verstoren 82,4 miljoen mensen gedwongen niet in hun eigen huis/regio.

### per jaar
In deze tabel wordt het verloop van het aantal ontheemden weergegeven, gezien over de periode 2010-2020
| ■ Intern ontheemden (IDPs) | ■ Asielzoekers                           |
| ■ UNRWA Vluchtelingen      | ■ Venezolanen ontheemd in het buitenland |
| ■ UNHCR Vluchtelingen      |                                          |

### per soort
Overzicht van het totaal aantal ontheemden: 82,4 miljoen mensen (2020), weergegeven per soort.
Vanwege een beveiligingsprobleem met de MediaWiki Graph-software is het momenteel niet mogelijk deze grafiek weer te geven. Zodra de software is bijgewerkt zal de grafiek vanzelf weer zichtbaar worden.

### per regio

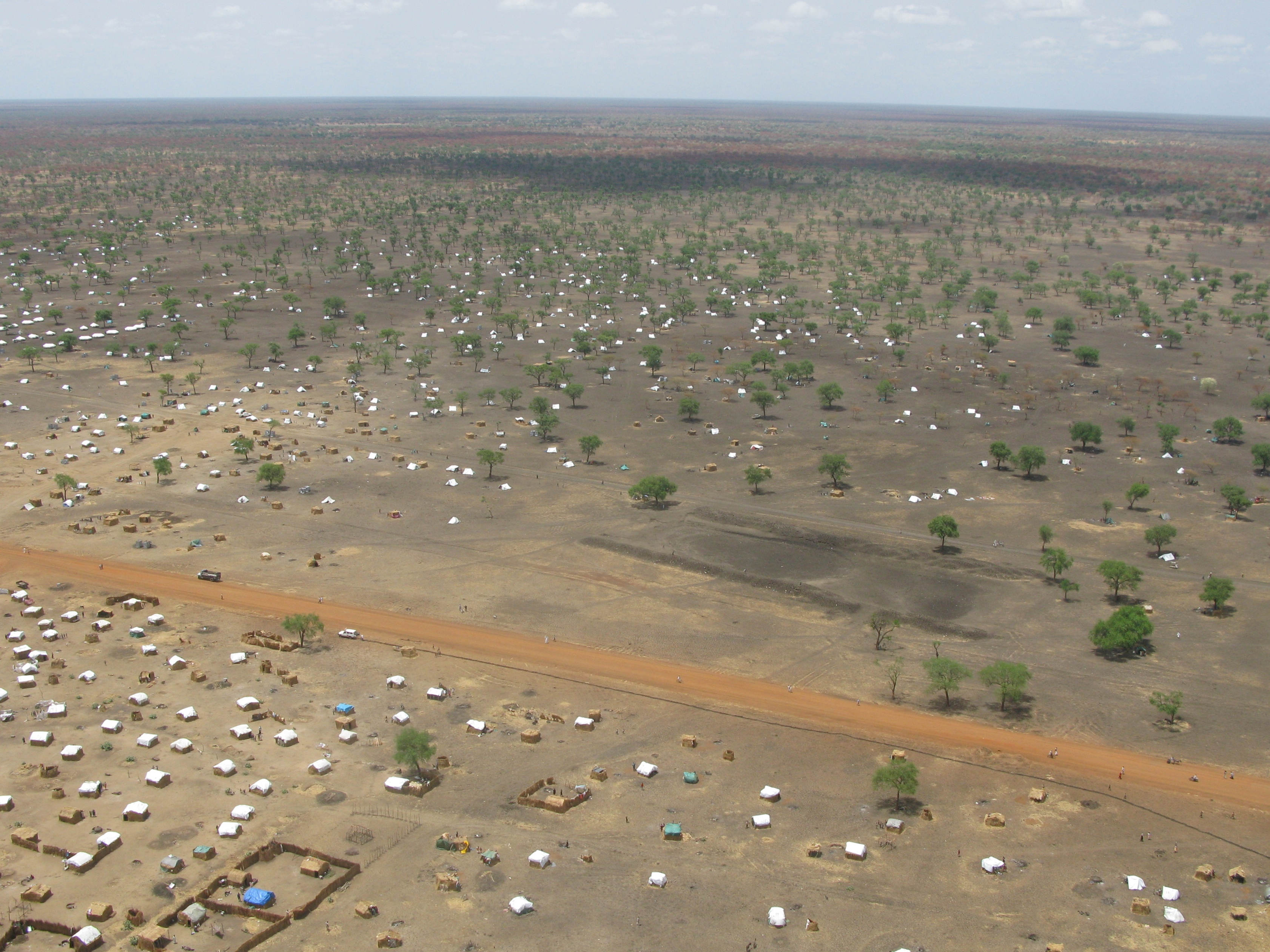
Luchtfoto van een vluchtelingenkamp in Zuid Soedan

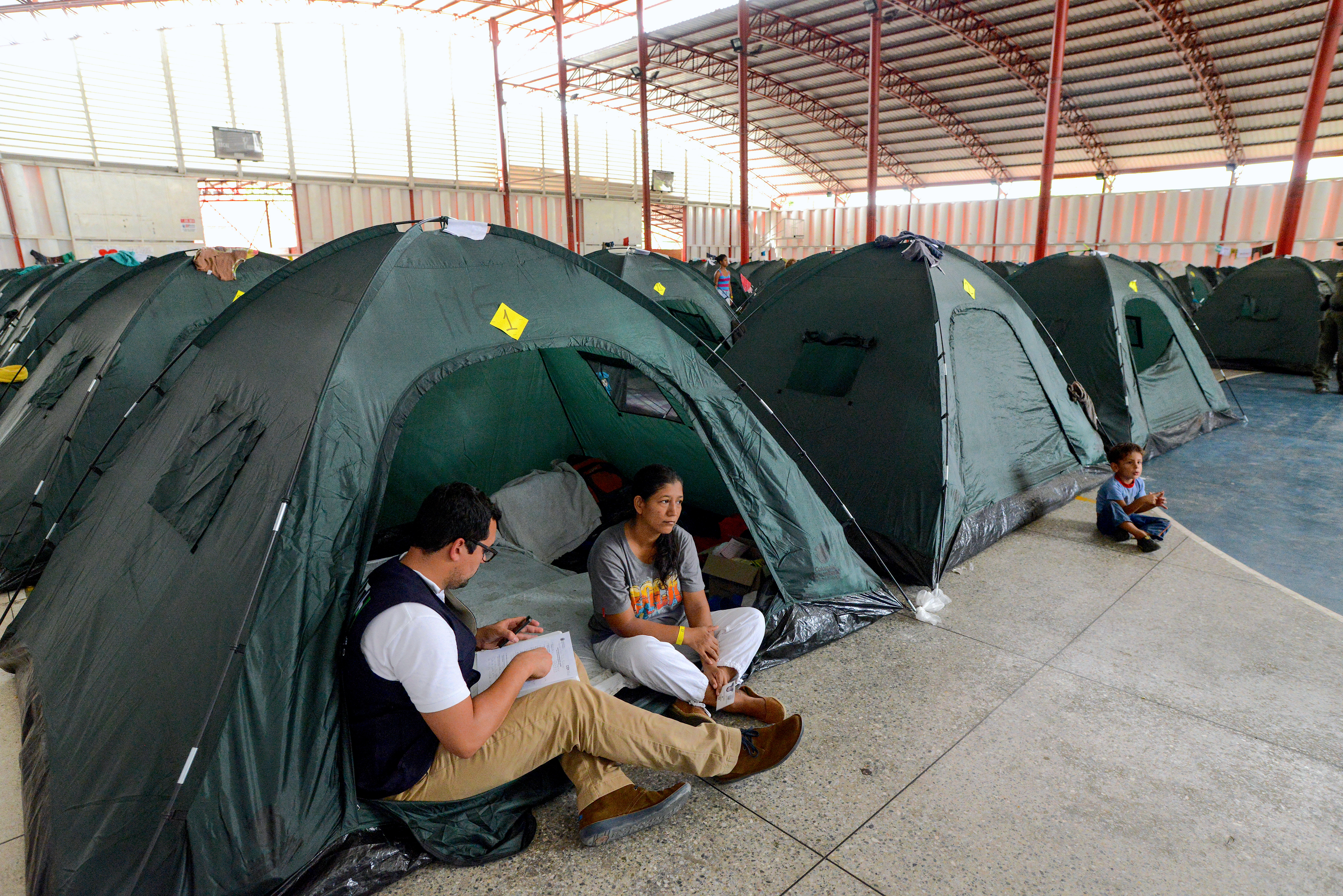
Venezulaans vluchtelingen opgevangen in Colombia

Vluchtelingen die niet in hun eigen land verblijven, per land van herkomst
| ■ Vluchtelingen | ■ Asielzoekers | ■ Venezolanen ontheemd in het buitenland |

Vluchtelingen die niet in hun eigen land verblijven, per gastland
| ■ Vluchtelingen | ■ Asielzoekers | ■ Venezolanen ontheemd in het buitenland |

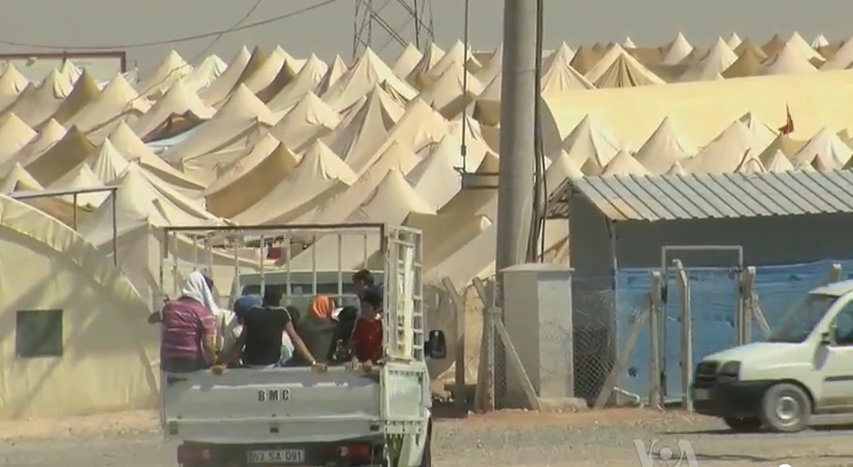
Syrisch vluchtelingenkamp bij de grens met Turkije

Mensen die op de vlucht zijn in eigen land, per land
| ■ Intern ontheemden (IDPs) |

## Hoge Commissaris voor de Vluchtelingen
De Algemene Vergadering van de VN kiest om de vijf jaar de Hoge Commissarissen. Hoge Commissarissen worden ondersteund door het "Uitvoerend Comité voor het programma van de Hoge Commissaris" en hij of zij moet jaarlijks verslag uitbrengen aan de Algemene Vergadering van de VN en moet hun richtlijnen volgen.  De huidige Hoge Commissaris is Filippo Grandi, die de functie sinds 1 januari 2016 bekleedt. Voorafgaand aan de oprichting van de UNHCR was Fridtjof Nansen de Hoge Commissaris voor de Vluchtelingen van de Liga.
De functie van Hoge Commissaris werd bekleed door:
|    | Naam                           | Land             | Periode                            |
| 1  | Gerrit Jan van Heuven Goedhart | Nederland        | 1 januari 1951 - 8 juli 1956       |
| 2  | Auguste Lindt                  | Zwitserland      | 8 juli 1956 - 3 november 1960      |
| 3  | Félix Schnyder                 | Zwitserland      | 3 november 1960 - 31 december 1965 |
| 4  | Sadruddin Aga Khan             | Iran             | 1 januari 1966 - 31 december 1977  |
| 5  | Poul Hartling                  | Denemarken       | 1 januari 1978 - 31 december 1985  |
| 6  | Jean-Pierre Hocké              | Zwitserland      | 1 januari 1986 - 31 december 1989  |
| 7  | Thorvald Stoltenberg           | Noorwegen        | 1 januari 1990 - 3 november 1990   |
| 8  | Sadako Ogata                   | Japan            | 3 november 1990 - 31 december 2000 |
| 9  | Ruud Lubbers                   | Nederland        | 1 januari 2001 - 20 februari 2005  |
| *  | Wendy Chamberlin               | Verenigde Staten | 20 februari 2005 - 1 juni 2005     |
| 10 | António Guterres               | Portugal         | 1 juni 2005 - 31 december 2015     |
| 11 | Filippo Grandi                 | Italië           | 1 januari 2016 - heden             |

1. ↑  Overleden tijdens ambtstermijn
2. 1 2  Afgetreden
3. ↑  Waarnemend

## Goodwillambassadeurs
UNHCR-goodwillambassadeur is een officiële postnominale eretitel, titel van autoriteit, juridische status en functieomschrijving toegewezen aan bekende personen en advocaten die zijn aangewezen door de Verenigde Naties. UNHCR-goodwillambassadeurs zijn beroemde vertegenwoordigers van het Bureau van de Hoge Commissaris voor de vluchtelingen (UNHCR) die hun talent en bekendheid gebruiken om op te komen voor vluchtelingen.

### Huidige goodwillambassadeurs
Huidige goodwillambassadeurs en het jaar waarin ze zijn aangesteld:
| Jaar | Naam                     | Land                            |
| ---- | ------------------------ | ------------------------------- |
| 2021 | Alberto Lati             | Mexico                          |
| 2021 | Alphonso Davies          | Canada                          |
| 2021 | Anita Rani               | Verenigd Koninkrijk             |
| 2021 | Gugu Mbatha-Raw          | Verenigd Koninkrijk             |
| 2021 | Maya Ghazal              | Syrië                           |
| 2021 | Raya Abirached           | Libanon                         |
| 2021 | Tahsan Khan              | Bangladesh                      |
| 2021 | Tanya Burr               | Verenigde Staten                |
| 2020 | 2Baba                    | Nigeria                         |
| 2020 | Alfonso Herrera          | Mexico                          |
| 2020 | Betty G                  | Ethiopië                        |
| 2020 | Kat Graham               | Verenigde Staten                |
| 2020 | Kwame Annom (Biishville) | Ghana                           |
| 2020 | Manizha Sangin           | Rusland                         |
| 2020 | Nikki Samonas            | Ghana                           |
| 2020 | Yiech Pur Biel           | Zuid-Soedan                     |
| 2019 | Atom Araullo             | Filipijnen                      |
| 2019 | Helena Christensen       | Denemarken                      |
| 2019 | Leanne Manas             | Zuid-Afrika                     |
| 2019 | Mahira Khan              | Pakistan                        |
| 2019 | Mercy Masika             | Kenia                           |
| 2019 | Nomzamo Mbatha           | Zuid-Afrika                     |
| 2018 | Ben Stiller              | Verenigde Staten                |
| 2018 | Emtithal Mahmoud         | Soedan Verenigde Staten         |
| 2017 | David Morrissey          | Verenigd Koninkrijk             |
| 2017 | Iskui Abalyan            | Armenië Wit-Rusland             |
| 2017 | Kristin Davis            | Verenigde Staten                |
| 2017 | Miyavi                   | Japan                           |
| 2017 | Neil Gaiman              | Verenigd Koninkrijk             |
| 2017 | Praya Lundberg           | Thailand                        |
| 2017 | Yusra Mardini            | Syrië                           |
| 2016 | Cate Blanchett           | Australië                       |
| 2015 | Jung Woo-sung            | Zuid-Korea                      |
| 2015 | Rokia Traoré             | Mali                            |
| 2015 | Sheikha Rima Al-Sabah    | Koeweit                         |
| 2013 | Alek Wek                 | Zuid-Soedan Verenigd Koninkrijk |
| 2013 | Khaled Hosseini          | Afghanistan Verenigde Staten    |
| 2013 | Yao Chen                 | China                           |
| 2007 | Jesús Vázquez            | Spanje                          |
| 2006 | Osvaldo Laport           | Uruguay                         |
| 2000 | Adel Imam                | Egypte                          |
| 1987 | Barbara Hendricks        | Verenigde Staten Zweden         |

### Speciale ambassadeurs
- Barbara Hendricks werd goodwillambassadeur in 1987. In 2002 werd ze de eerste "Honorary Lifetime Goodwill Ambassador", de enige persoon met deze titel.[36]
- Angelina Jolie werd goodwillambassadeur in 2001. Na tien jaar als goodwillambassadeur te hebben gediend, werd Angelina Jolie in 2012 gepromoveerd tot "Speciaal gezant van de Hoge Commissaris". In deze rol vertegenwoordigt ze de UNHCR en de Hoge Commissaris voor de Vluchtelingen op diplomatiek niveau en werkt ze aan het faciliteren van lange termijn oplossingen voor mensen die ontheemd zijn door grootschalige crises, zoals Afghanistan en Somalië. "Dit is een uitzonderlijke positie die een uitzonderlijke rol weerspiegelt die ze voor ons heeft gespeeld".[37]

### Voormalige ambassadeurs
Eerdere ambassadeurs waren onder anderen:
- Lady Antebellum
- Kris Aquino
- Giorgio Armani
- Đorđe Balašević
- Richard Burton
- Julien Clerc
- Udo Jürgens
- Sophia Loren
- James Mason
- Riccardo Muti
- Princes Märtha Louise van Noorwegen
- Schürzenjäger

### Kunstenaars als activisten voor vluchtelingen

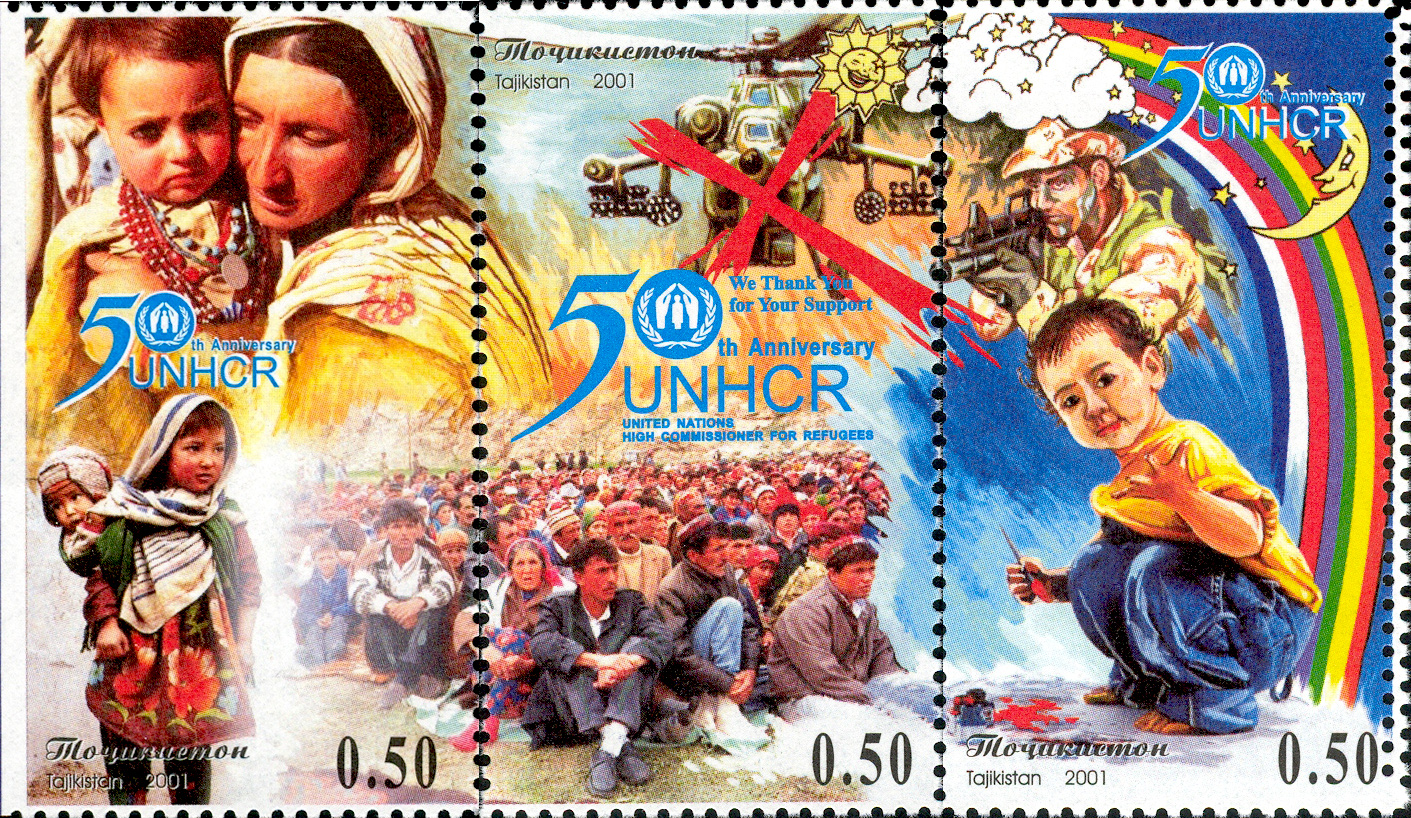
UNHCR 50 jaar. Postzegel van Tajikistan, 2001

Veel hedendaagse kunstenaars hadden kunstworkshops en kunstprojecten en namen veel initiatieven voor vluchtelingen, waaronder kunstenaar Ai Weiwei en Anish Kapoor. Zij leidden de Londense wandeling van mededogen voor vluchtelingen die van de Royal Academy of Arts naar de Orbit liep. Onder kunsttentoonstellingen en kunstwerken over vluchtelingen, creëerde Ai een opblaasbaar kunstwerk van 230 voet lang dat hij in 2018 tentoonstelde in de National Gallery en de Biënnale van Sydney in Praag, De mensenrechtenactivist heeft een 196 meter lange opblaasbare installatie naar Sydney's Kaketoe-eiland gebracht als een van de hoekstenen van de Biënnale van Sydney-tentoonstelling.
Ai stelt: 

Er is geen vluchtelingencrisis, alleen een menselijke crisis... In de omgang met vluchtelingen zijn we onze basiswaarden kwijtgeraakt. In deze tijd van onzekerheid hebben we meer tolerantie, mededogen en vertrouwen voor elkaar nodig, omdat we allemaal één zijn, anders zal de mensheid een nog grotere crisis tegemoet gaan."

Green Light van de Deense kunstenaar Olafur Eliasson verwelkomt het gesprek over de vluchtelingencrisis. In Parijs muren langs de Seine een fototentoonstelling langs de oevers omvatte een 370 meter lang panorama met portretten van vluchtelingen en foto's getiteld "Dromen van de mensheid" genomen door Syrische vluchtelingenkinderen die in Irak wonen, die werd georganiseerd in samenwerking met de beroemde fotojournalist Reza in samenwerking met UNHCR. De Bengaalse kunstenaar Firoz Mahmud heeft een kunstproject uitgevoerd over vluchtelingen, ontheemden en minderheden, met de titel 'Soaked Dream project' van droom en toekomstig verlangen van die achtergestelde en kansarme mensen, die hij tentoonstelde op Bangkok Art Biennale samengesteld door Apinan Poshyananda, Lahore Biennale, Dhaka Art Summit, MAXXI Rome, Office for Contemporary Art, Oslo en vele steden in de wereld. Het Harmony Art Collective liet een tentoonstelling van jonge vluchtelingen samen muurschilderingen maken in Darling Quarter, Sydney.

## Onderscheidingen
Als erkenning voor zijn werk heeft het Hoog Commissariaat voor de Vluchteling (UNHCR) een aantal onderscheidingen ontvangen:
- 1954 Nobelprijs voor de Vrede[38]
"Voor zijn inspanningen om de wonden van de oorlog te helen door hulp en bescherming te bieden aan vluchtelingen over de hele wereld".
- 1981 Nobelprijs voor de Vrede[39][40]
"Voor het bevorderen van de grondrechten van vluchtelingen".
- 1991 De Prins van Asturië Awards voor Internationale Samenwerking[41]
- 1995 Samen met Sadako Ogata de Félix Houphouët-Boigny-Vredesprijs van UNESCO.[42]